# Джулія Ормонд
Джулія Ормонд (англ. Julia Ormond; нар. 4 січня 1965, Англія) — британська акторка та продюсерка, активістка проти торгівлі людьми, обігу наркотиків, СНІДу, амбасадорка дроброї волі ООН.

## Життя і кар'єра
Навчалась акторської справи в Лондоні в Академії драматичного мистецтва ім. Веббера-Дугласа, яку закінчила в 1988. 
Одружилася з актором Рорі Едвардсом. Розлучилася у 1994. Першу дитину народила в 2004 (донька).

## Громадська діяльність
Джулія Ормонд ще з середини 1980-х була активісткою руху проти торгівлі людьми, а з недавніх пір співпрацює з Комісією з контролю за обігом наркотиків і запобіганню злочинам при ООН (United Nations Office on Drugs and Crime). Вона також підтримує неурядову організацію «Трансатлантичні партнери проти СНІДу», яка поширює серед мешканців Росії й України інформацію про загрозу СНІДу.
2 грудня 2005 Джулія Ормонд призначена амбасадоркою доброї волі ООН (Goodwill Ambassador).

## Вибрана фільмографія
- 1989 — Шлях героїну / Traffik
- 1991 — Молода Катерина / Young Catherine
- 1992 — Сталін / Stalin
- 1993 — Дитя Макона
- 1994 — В'язні / Captives
- 1994 — Легенди осені
- 1994 — Нострадамус
- 1995 — Перший лицар
- 1995 — Сабріна
- 1997 — Снігове чуття Смілли
- 1998 — Сибірський цирульник
- 2000 — Шахраї
- 2001 — Список Варіана / Varian's War
- 2003 — Опір
- 2005 — Шоу мутантів / Mutant show
- 2006 — Внутрішня імперія / Inland Empire
- 2007 — Я знаю, хто вбив мене / I Know Who Killed Me
- 2008 — Че: Частина перша / Che: Part One
- 2008 — Загадкова історія Бенджаміна Баттона
- 2008 — Спостереження / Surveillance
- 2008 — Кіт Кітредж: Загадка американської дівчинки/ Kit Kittredge: An American Girl
- 2010 — Невинний / The Wronged Man
- 2010 — Темпл Грандін
- 2010 — Медсестра Джекі
- 2013 — Схід
- 2013 — Підірване Сонце
- 2013-2014 — Відьми Іст-Енду
- 2016—2017 — Корпорація
- 2017 — Згадати заново
- 2018 — Леді в чорному

## Нагороди
- 1989 — премія London Drama Critics — найкращому новачку
- 1996 — премія Нестора Альмендроса (Nestor Almendros)
- 2001 — номінація на премію Лоуренса Олів'є (Laurence Olivier)